# رولف اوستقایش
رولف اوستقایش (آلمانی: Rolf Oesterreich؛ زادهٔ ۲۸ نوامبر ۱۹۵۲) اسکیت‌باز نمایشی اهل آلمان است.